# Rancho Bravo
Rancho Bravo (The Rare Breed) è un film del 1966 diretto da Andrew V. McLaglen.
È un film western statunitense con James Stewart, Maureen O'Hara, Brian Keith e Juliet Mills.

## Trama
Il veterano cowboy Sam Burnett incontra a un rodeo la vedova irlandese Martha Price e sua figlia Hilary. Martha è determinata a realizzare il sogno del suo defunto marito di introdurre la razza di tori Hereford nel paese. Mette all'asta il miglior toro di sua proprietà, che viene acquistato a un prezzo elevato dal commerciante Carl Ellsworth, incaricato di acquistare bestiame per conto di Alexander Bowen, un ricco allevatore texano.
Il commerciante chiede a Sam Burnett di accompagnare l'animale fino alla fattoria di Bowen. Martha però si accorge che Sam accetta denaro da un altro allevatore di bestiame per rubare il toro, e durante il viaggio lei e la figlia impediscono ogni tentativo di sottrarre l'animale. Una volta a destinazione, inaspettatamente, si svela che anche il ricco allevatore Bowen è interessato a Martha. Tuttavia, il buon senso prevarrà.

## Produzione
Il film, diretto da Andrew V. McLaglen su una sceneggiatura di Ric Hardman, fu prodotto da William Alland per la Universal Pictures e girato a Mecca, California, nel deserto del Mojave e negli Universal Studios a Universal City, in California.

## Distribuzione
Il film fu distribuito al cinema negli Stati Uniti il 2 febbraio 1966 (première a Fort Worth, Texas) dalla Universal Pictures.
Altre distribuzioni:
- in Germania Ovest il 25 febbraio 1966 (Rancho River)
- in Austria nel marzo del 1966 (Rancho River)
- in Finlandia il 10 giugno 1966 (Rancho River)
- in Danimarca il 20 giugno 1966 (Rancho Bravo)
- in Svezia il 1º agosto 1966 (Rancho River)
- nel Regno Unito il 26 agosto 1966
- in Portogallo il 9 novembre 1967 (Rancho Bravo)
- in Turchia nel febbraio del 1968 (Örnek Mücadele)
- in Brasile (Raça Brava)
- in Spagna (Una dama entre vaqueros)
- in Spagna (Una dama para un vaquero)
- in Francia (Rancho bravo)
- in Grecia (Rancho Bravo)
- in Ungheria (Rancho River)
- in Italia (Rancho Bravo)
- in Norvegia (Kvegkongen)

## Critica
Secondo il Morandini "lo spunto di partenza è divertente, ma non si può dire altrettanto del modo in cui è stato sviluppato". Secondo Leonard Maltin il film è uno "strano western in parte commedia dall'insolito soggetto".